# Alexander Alexandrowitsch Prudnikow
Alexander Alexandrowitsch Prudnikow (russisch Александр Александрович Прудников; * 24. Februar 1989 in Smolensk) ist ein russischer Fußballspieler (Stürmer). Er spielt seit 2018 für den FK Spartaks Jūrmala. Des Weiteren gehörte er dem Kader der russischen U-17-Fußballnationalmannschaft an, die die U-17-Fußball-Europameisterschaft 2006 gewann.

## Karriere
Prudkinow begann seine Karriere in der Jugendmannschaft von Spartak Moskau. 2007 schloss er einen Profivertrag mit Spartak ab und bestritt dann am 8. April 2007 sein erstes Premjer-Liga-Spiel gegen Lutsch-Energija Wladiwostok, in welchem er dann auch prompt das Siegtor erzielte. Während der gesamten Saison erzielte er bei 12 Einsätzen zwei Tore und wurde schließlich russischer Vizemeister. 2007 stand er im europäischen Aufgebot beim UEFA-CAF Meridian Cup. 2010 wurde er an Tom Tomsk ausgeliehen.

## Erfolge
- U-17-Fußball-Europameister: 2006
- UEFA-CAF-Meridian-Cup-Sieger: 2007
- Russischer Vize-Meister: 2007